# Abierto Mexicano de Tenis 2007 - Qualificazioni singolare maschile
Le qualificazioni del singolare maschile dell'Abierto Mexicano de Tenis 2007 sono state un torneo di tennis preliminare per accedere alla fase finale della manifestazione. I vincitori dell'ultimo turno sono entrati di diritto nel tabellone principale. In caso di ritiro di uno o più giocatori aventi diritto a questi sono subentrati i lucky loser, ossia i giocatori che hanno perso nell'ultimo turno ma che avevano una classifica più alta rispetto agli altri partecipanti che avevano comunque perso nel turno finale.
Le qualificazioni del torneo prevedevano 16 partecipanti di cui 4 sono entrati nel tabellone principale.

## Teste di serie
1. Óscar Hernández (Qualificato)
2. Olivier Patience (primo turno)
3. Carlos Berlocq (primo turno)
4. Juan Pablo Guzmán (Qualificato)

1. Marcos Daniel (ultimo turno)
2. Boris Pašanski (ultimo turno)
3. Marcel Granollers (ultimo turno)
4. Denis Gremelmayr (ultimo turno)

## Qualificati
1. Óscar Hernández
2. Fabio Fognini

1. Hugo Armando
2. Juan Pablo Guzmán

## Tabellone

### Legenda
| - Q = Qualificato - WC = Wild card - LL = Lucky loser | - ALT = Alternate - SE = Special Exempt - PR = Protected Ranking | - w/o = Walkover - r = Ritirato - d = Squalificato |

### Sezione 1
|  | Primo turno | Primo turno          | Primo turno          | Primo turno | Primo turno |  |  | Ultimo turno | Ultimo turno    | Ultimo turno | Ultimo turno | Ultimo turno |  |
|  |             |                      |                      |             |             |  |  |              |                 |              |              |              |  |
|  | 1           | Óscar Hernández      | Óscar Hernández      | 6           | 6           |  |  |              |                 |              |              |              |  |
|  |             | Antonio Ruiz-Rosales | Antonio Ruiz-Rosales | 3           | 2           |  |  | 1            | Óscar Hernández | 62           | 7            | 6            |  |
|  | 6           | Boris Pašanski       | Boris Pašanski       | 7           | 7           |  |  | 6            | Boris Pašanski  | 7            | 6            | 3            |  |
|  |             | André Sá             | André Sá             | 6(1)        | 5           |  |  |              |                 |              |              |              |  |

### Sezione 2
|  | Primo turno | Primo turno            | Primo turno            | Primo turno | Primo turno |  |  | Ultimo turno | Ultimo turno     | Ultimo turno     | Ultimo turno | Ultimo turno |  |
|  |             |                        |                        |             |             |  |  |              |                  |                  |              |              |  |
|  |             | Fabio Fognini          | Fabio Fognini          | 7           | 6           |  |  |              |                  |                  |              |              |  |
|  | 2           | Olivier Patience       | Olivier Patience       | 5           | 3           |  |  |              | Fabio Fognini    | Fabio Fognini    | 6            | 5            |  |
|  | 8           | Denis Gremelmayr       | Denis Gremelmayr       | 6           | 6           |  |  | 8            | Denis Gremelmayr | Denis Gremelmayr | 4            | 3r           |  |
|  |             | Miguel Gallardo-Valles | Miguel Gallardo-Valles | 2           | 4           |  |  |              |                  |                  |              |              |  |

### Sezione 3
|  | Primo turno | Primo turno       | Primo turno       | Primo turno | Primo turno |  |  | Ultimo turno | Ultimo turno      | Ultimo turno | Ultimo turno | Ultimo turno |  |
|  |             |                   |                   |             |             |  |  |              |                   |              |              |              |  |
|  |             | Hugo Armando      | 6                 | 3           | 6           |  |  |              |                   |              |              |              |  |
|  | 3           | Carlos Berlocq    | 4                 | 6           | 3           |  |  |              | Hugo Armando      | 4            | 6            | 6            |  |
|  | 7           | Marcel Granollers | Marcel Granollers | 6           | 6           |  |  | 7            | Marcel Granollers | 6            | 1            | 3            |  |
|  |             | Johnny Hamui      | Johnny Hamui      | 2           | 2           |  |  |              |                   |              |              |              |  |

### Sezione 4
|  | Primo turno | Primo turno           | Primo turno           | Primo turno | Primo turno |  |  | Ultimo turno | Ultimo turno      | Ultimo turno      | Ultimo turno | Ultimo turno |  |
|  |             |                       |                       |             |             |  |  |              |                   |                   |              |              |  |
|  | 4           | Juan Pablo Guzmán     | 7                     | 3           | 6           |  |  |              |                   |                   |              |              |  |
|  |             | Paolo Lorenzi         | 5                     | 6           | 4           |  |  | 4            | Juan Pablo Guzmán | Juan Pablo Guzmán | 6            | 7            |  |
|  | 5           | Marcos Daniel         | Marcos Daniel         | 6           | 6           |  |  | 5            | Marcos Daniel     | Marcos Daniel     | 4            | 5            |  |
|  |             | Eduardo Peralta-Tello | Eduardo Peralta-Tello | 2           | 4           |  |  |              |                   |                   |              |              |  |